# Corey Stoll
Corey Daniel Stoll (14 de març de 1976) és un actor estatunidenc. És conegut pel seu paper de Dr. Ephraim Goodweather a la sèrie de suspens i terror The Strain de FX network, també per fer del congressista Peter Russo a House of Cards; paper pel qual va rebre una nominació a un Golden Globe el 2013. Va ser un actor recurrent a la sèrie de NBC Law & Order: LA (2010–2011), i va interpretar el dolent Darren Cross en la pel·lícula Ant-Man (2015) del Marvel Cinematic Universe. Altres papers notables inclouen una actuació de 2004 a l'obra Intimate Apparel de l'Off-Broadway, interpretar a Ernest Hemingway en la comèdia romàntica de 2011 Midnight in Paris, i fer de l'acèrrim fiscal Fred Wyshak a Black Mass. També va fer de Buzz Aldrin al film biogràfic de 2018 First Man.

## Filmografia

### Cinema
| Any  | Pel·lícula                        | Paper                       | Director              | Notes                                                        |
| ---- | --------------------------------- | --------------------------- | --------------------- | ------------------------------------------------------------ |
| 2001 | Okénka                            |                             | Joseph Cahill         | Curtmetratge                                                 |
| 2005 | North Country                     | Ricky Sennett               | Niki Caro             |                                                              |
| 2006 | Lucky Number Slevin               | Saul                        | Paul McGuigan         |                                                              |
| 2007 | The Number 23                     | Sergent Burns               | Joel Schumacher       |                                                              |
| 2009 | Brief Interviews with Hideous Men | Subjecte nº51               | John Krasinski        |                                                              |
| 2009 | Push                              | Agent Mack                  | Paul McGuigan         |                                                              |
| 2010 | Helena from the Wedding           | Steven                      | Joseph Infantolino    |                                                              |
| 2010 | Salt                              | Schnaider                   | Phillip Noyce         |                                                              |
| 2011 | Midnight in Paris                 | Ernest Hemingway            | Woody Allen           | Nominat—al premi Independent Spirit a millor actor secundari |
| 2012 | The Bourne Legacy                 | Zev Vendel                  | Tony Gilroy           |                                                              |
| 2012 | The Time Being                    | Eric                        | Nenad Cicin-Sain      |                                                              |
| 2012 | Victoriana                        | Bill                        | Jadrien Steele        |                                                              |
| 2013 | C.O.G.                            | Curly                       | Kyle Patrick Alvarez  |                                                              |
| 2013 | Decoding Annie Parker             | Sean                        | Steven Bernstein      |                                                              |
| 2014 | Non-Stop                          | Austin Reilly               | Jaume Collet-Serra    |                                                              |
| 2014 | Glass Chin                        | Bud Gordon                  | Noah Buschel          |                                                              |
| 2014 | This Is Where I Leave You         | Paul Altman                 | Shawn Levy            |                                                              |
| 2014 | The Good Lie                      | Jack                        | Philippe Falardeau    |                                                              |
| 2015 | Dark Places                       | Ben Day                     | Gilles Paquet-Brenner |                                                              |
| 2015 | Anesthesia                        | Sam                         | Tim Blake Nelson      |                                                              |
| 2015 | Ant-Man                           | Darren Cross / Yellowjacket | Peyton Reed           |                                                              |
| 2015 | Black Mass                        | Fred Wyshak                 | Scott Cooper          |                                                              |
| 2016 | Café Society                      | Ben                         | Woody Allen           |                                                              |
| 2016 | Gold                              | Brian Wolff                 | Stephen Gaghan        |                                                              |
| 2018 | The Seagull                       | Boris Trigorin              | Michael Mayer         |                                                              |
| 2018 | First Man                         | Buzz Aldrin                 | Damien Chazelle       |                                                              |
| 2018 | Driven                            | Benedict Tisa               | Nick Hamm             |                                                              |
| 2019 | The Report                        | Cyrus Clifford              | Scott Z. Burns        |                                                              |
| 2020 | The Many Saints of Newark         |                             | Alan Taylor           | Post-producció                                               |
| 2020 | West Side Story                   | Tinent Schrank              | Steven Spielberg      | Filmant-se                                                   |